# Džemal Bijedić
 (décembre 2020).
Si vous disposez d'ouvrages ou d'articles de référence ou si vous connaissez des sites web de qualité traitant du thème abordé ici, merci de compléter l'article en donnant les références utiles à sa vérifiabilité et en les liant à la section « Notes et références ».
Džemal Bijedić (prononciation du bosniaque: [bijěːdit͡ɕ]), né le 12 avril 1917 à né à Mostar et mort le 18 janvier 1977) est un homme politique communiste yougoslave de Bosnie-Herzégovine.
Il a été Premier ministre de Yougoslavie de 1971 jusqu'à sa mort dans un accident d'avion en 1977.

## Biographie

### Jeunesse
Džemal Bijedić est né à Mostar, en Autriche-Hongrie (aujourd'hui en Bosnie-Herzégovine), d'Adem et Zarifa, au sein d'une famille de marchands musulmans. Il a terminé ses études primaires et secondaires à Mostar et est diplômé de la faculté de droit de l'Université de Belgrade, où il a rejoint la Ligue des communistes de Yougoslavie en 1939.
Dans un documentaire produit par Face TV, Mišo Marić affirme que Bijedic a rejoint les Domobrans (Hrvatsko domobranstvo (NDH)) en avril 1941, conformément aux directives de la Ligue des communistes de Yougoslavie, en tant que lieutenant sous le pseudonyme d'Ante Jukic. Un autre documentaire sur Džemal Bijedic produit par Federalna televizija montre une photo de Bijedic vêtu d'un uniforme militaire avec les insignes du col de Domobrans. La même photo a été montrée au début du premier documentaire, mais l'insigne de Domobrans était recouvert d'une étoile rouge en couleur de Partisans. Il est également mentionné que Bijedic a rejoint les partisans yougoslaves en février 1943.

### Carrière politique
Après la libération, Bijedić a eu de nombreux rôles politiques. À partir de 1967, il a été président de l'Assemblée de la République socialiste de Bosnie-Herzégovine. De juillet 1971 à sa mort en 1977, il a été Premier ministre de la République fédérative socialiste de Yougoslavie. Bijedić a joué un rôle essentiel dans l'affirmation des musulmans en tant que nation constitutive de la Yougoslavie.

### Mort
Le 18 janvier 1977, Džemal Bijedić, son épouse Razija et six autres personnes trouvent la mort lorsque leur Learjet 25 s'écrase sur le mont Inač, près de Kreševo, en Bosnie-Herzégovine. L'avion avait décollé de la base aérienne de Batajnica à Belgrade et était en route vers Sarajevo lorsqu'il s'est écrasé, apparemment à cause des mauvaises conditions météorologiques. Les théoriciens du complot ont suggéré que l'accident n'était pas un accident, mais plutôt le résultat d'un jeu déloyal de la part de ses rivaux serbes.

## Héritage
Sous la direction de Bijedić, l'économie de l'Herzégovine a considérablement progressé. L'université de Mostar a été renommée en son honneur Université Džemal Bijedić. Bijedić et son épouse ont laissé dans le deuil leurs deux fils et une fille.

## Distinctions
- Grand officier de l'ordre du Mono (1976)[1]